# Бои за Авдеевку (2017)

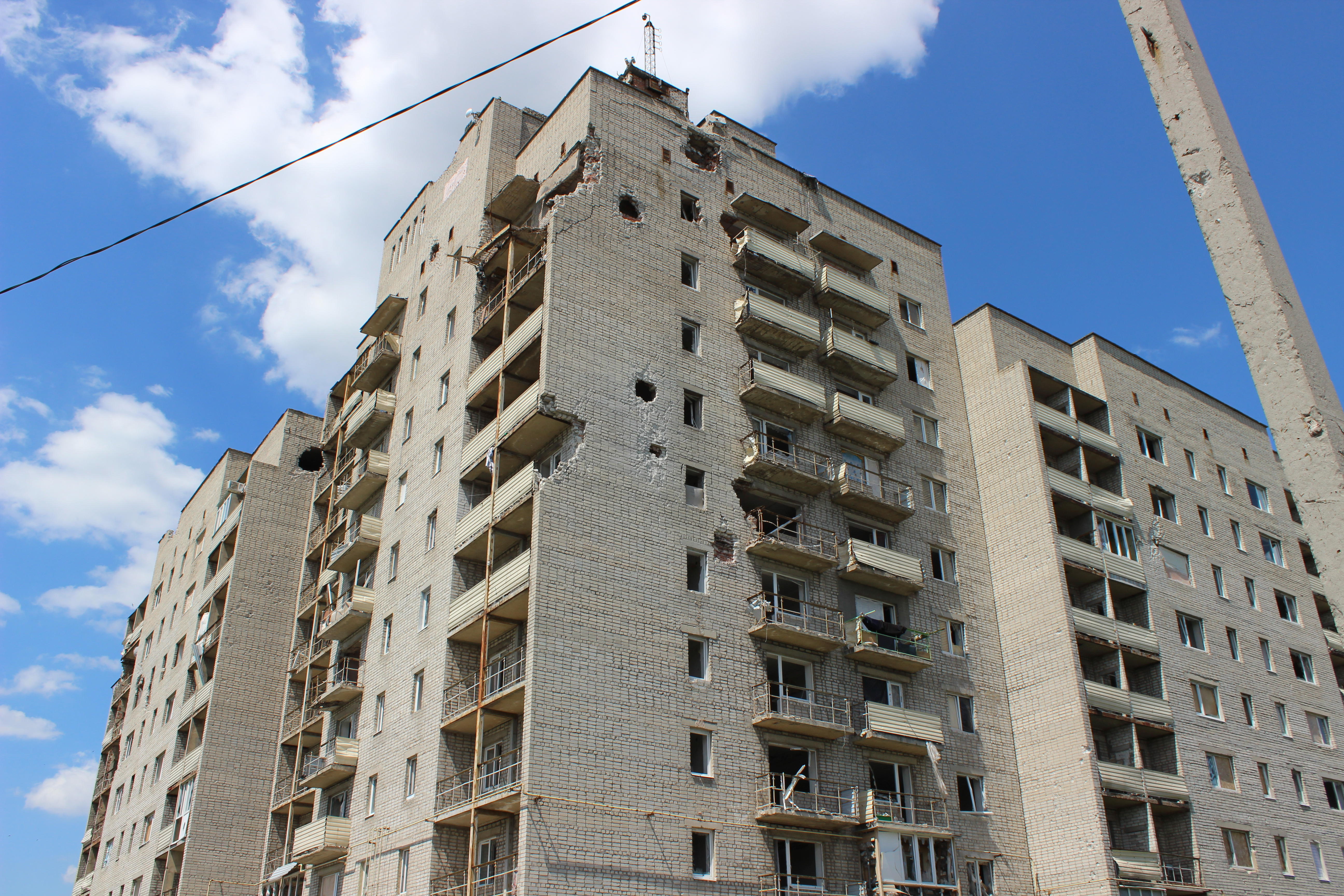
Дом в Авдеевке, повреждённый обстрелами 2017 года

Бои за Авдеевку 2017 года шли в рамках войны в Донбассе, вооружённого конфликта между самопровозглашёнными ДНР и ЛНР с одной стороны и Украиной с другой стороны. Бои шли за контроль над городом Авдеевка и были одними из самых кровопролитных боёв того времени. Такой интенсивности военных действий, по данным ОБСЕ, не было с 2014—2015 годов.

## История

### Предыстория
Авдеевка находится около линии фронта с 2014 года, когда началась война в Донбассе. В том же году она на 4 месяца попала под контроль пророссийских сил, но потом контроль над ней вернули Вооружённые силы Украины, оборудовавшие вокруг неё мощный укрепрайон. С тех пор город находился под обстрелами со стороны ДНР, и пророссийские формирования не раз пытались его захватить.

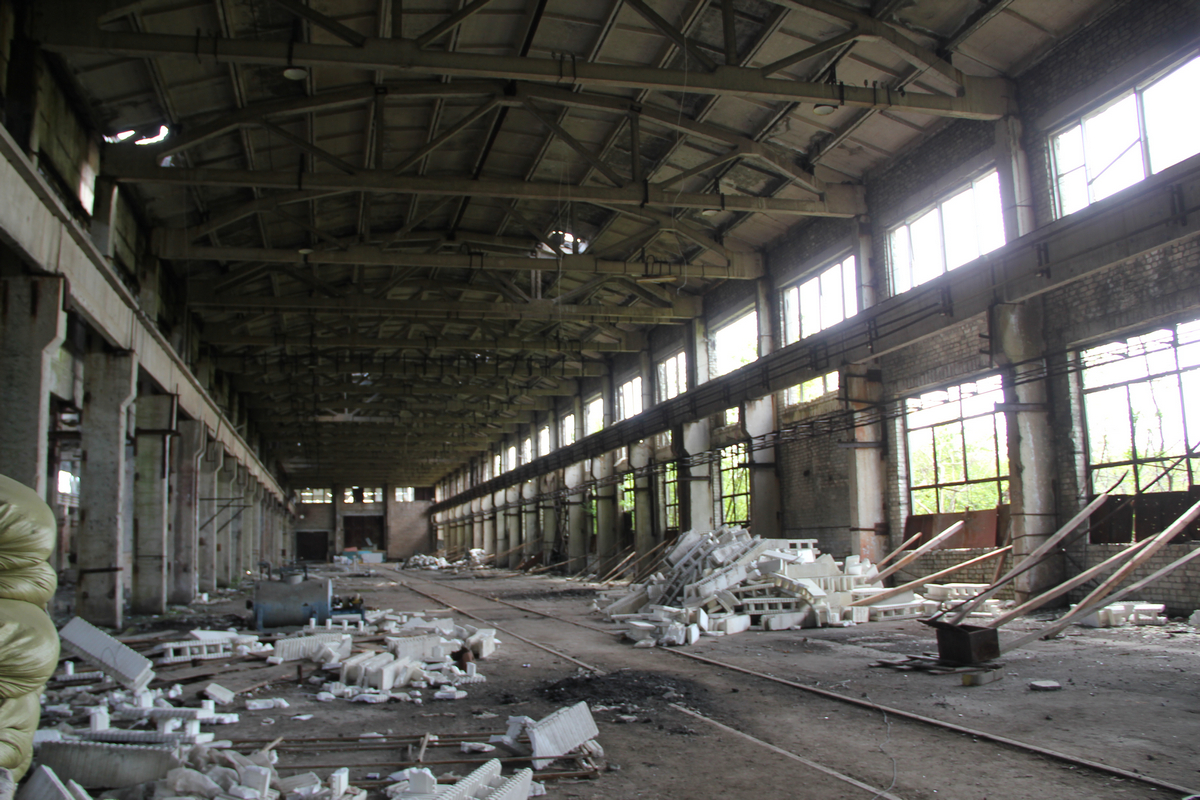
Территория боёв — авдеевская промышленная зона

### 2017
Очередное обострение ситуации случилось в конце января 2017 года, когда диверсионно-разведывательные группы сепаратистов с предварительным применением тяжелой артиллерии совершили несколько попыток захватить авдеевскую промзону. Эти атаки были отбиты (с небольшими потерями среди личного состава) ВСУ, в частности, военными 72-й бригады.
28-29 января 2017 года в результате обстрелов сепаратистов были ранены двое гражданских и семеро украинских военных, шесть частных домов в городе были повреждены, город остался без света, были перебои с мобильной связью. Во время контратаки ВСУ заняли опорный пункт «Алмаз», который находится в непосредственной близости к трассе М04. По решению начальника полиции в Донецкой области Вячеслава Аброськина Авдеевское отделение полиции переведено на усиленный вариант несения службы, в город был дополнительно направлен сводный отряд полицейских, они патрулировали улицы Авдеевки и оказывали помощь местным жителям.
29-30 января 2017 года погибли украинские военные — капитан Андрей Кизило, солдат Дмитрий Оверченко, младший сержант Владимир Бальченко, сержант Владимир Крижанский, Олег Борец, Виталий Шамрай и Ярослав Павлюк. Потери личного состава 1-го батальона 100-й бригады ДНР оцениваются в девять убитых и тридцать раненых, среди которых был и комбат Иван Балакай с позывным «Грек».
30 января 2017 года ВСУ остановили группу сепаратистов, которые пытались штурмовать украинские позиции, вторая группа была частично уничтожена, сепаратисты потеряли десять человек убитыми и двадцать пять ранеными. В конце января 2017 года украинские силы приблизились непосредственно к автотрассе и Ясиноватской развязке, взяв её под огневой контроль.
31 января 2017 года с 10:00 до 17:00 по киевскому времени был объявлен режим тишины, фактически он соблюдён не был. Силы ДНР продолжили массированные обстрелы украинских позиций, используя при этом БМ-21 и крупнокалиберную артиллерию. Потери сторон в разных источниках различались. Ответных ударов по местам развертывания РСЗО нанесено не было: представители украинской стороны, которые в то время отвечали за принятие решений, официально объясняли это этической неприемлемостью огня по жилым массивам занятой врагом территории.
1 февраля 2017 года под Авдеевкой, отражая одну из утренних атак сепаратистов, погибли двое украинских военных: солдат и офицер, преподаватель юридического факультета Черновицкого национального университета Леонид Дергач. Девять украинских военных получили ранения, шестеро были травмированы, погиб один гражданский, трое были ранены. В этот же день боевые действия в Авдеевке пошли на спад. Власти констатировали, что ситуация в городе остается контролируемой: работают пункты обогрева, подвозится горячая еда, вода, одежда, медикаменты.
2 февраля 2017 года в половине десятого вечера в результате обстрела сепаратистами жилых кварталов Авдеевки погибли местная жительница и спасатель — гражданский сотрудник ГСЧС Сергей Горбань, ранены три человека, среди них подполковник ГСЧС Дмитрий Трытейкин.
4 февраля 2017 года после 17:30 сепаратисты при поддержке артиллерии в очередной раз пошли в наступление, которое было отбито украинскими военными, двое из которых были ранены.
По состоянию на 5 февраля 2017 года из Авдеевки было эвакуировано 266 человек.